# Брунсвігіт
Брунсвігіт — мінерал, гідроксилалюмосилікат заліза і магнію, член групи хлоритів. Дискредитований IMA 1975 року (статус — «відхилений»). 
Фактично є різновидом шамозиту.

## Опис
Формула (Fe2+,Mg, Al)6(Si, Al)4О10(OH)8
Сингонія моноклінна. Густина 3,0. Твердість 1-2. Колір оливково-зелений, жовтувато-зелений.

## Розповсядження
Зустрічається у порожнинах дрібнолускуватих мас в габро (гори Гарц, ФРН), крім того, зафіксований в США (шт. Вірджинія і Масачусетс). Рідкісний.